# Marqueterie par découpe superposée

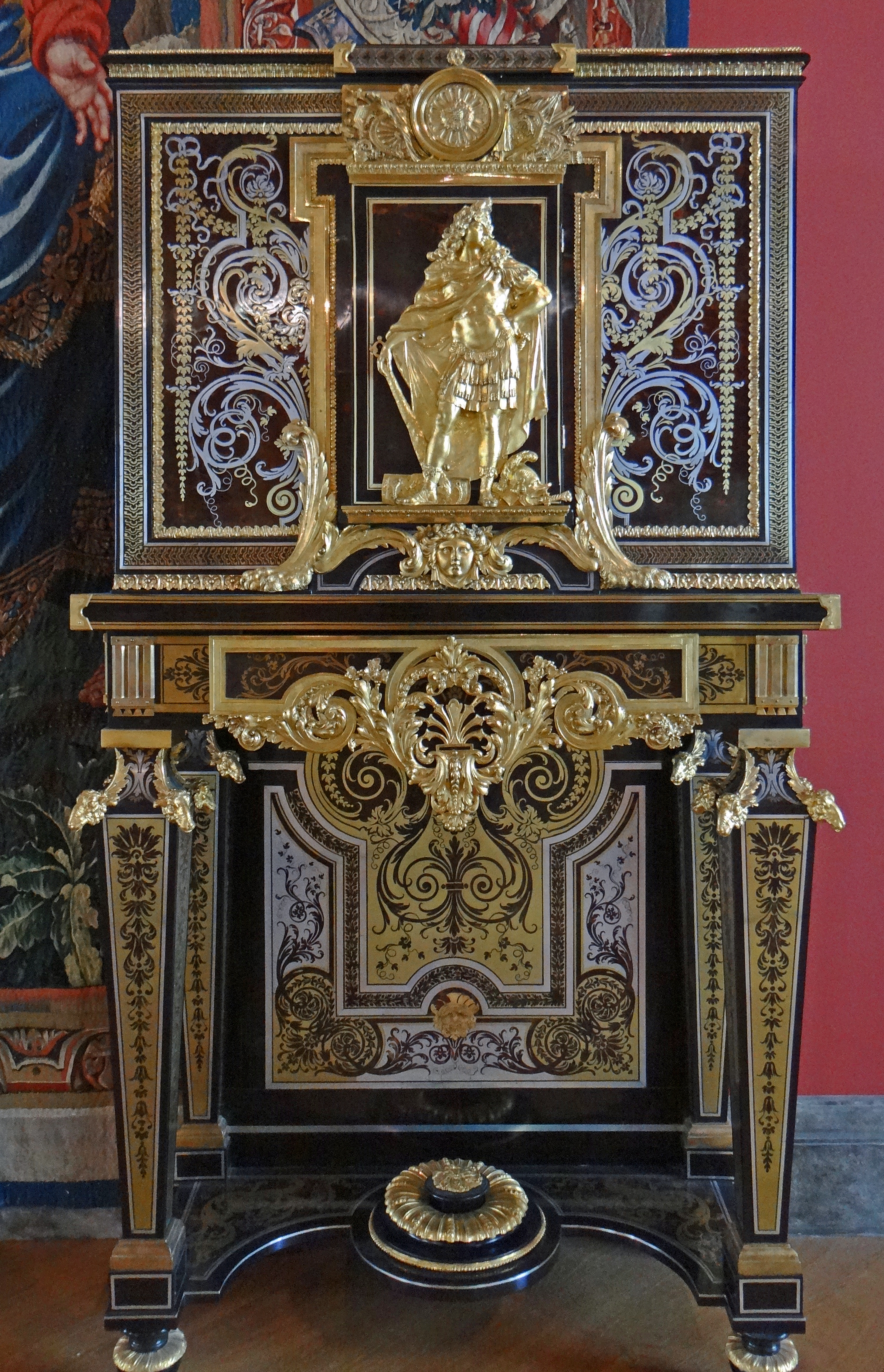
Meuble décoré.

La marqueterie par découpe superposée également appelée marqueterie Boulle, est une technique de marqueterie consistant à obtenir par la découpe simultanée de couches superposées de matériaux de nature différentes (bois d'essences variées, écaille de tortue, laiton, et étain le plus souvent) un jeu d’éléments pouvant se combiner entre eux afin que soit obtenu de manière similaire un nombre de compositions polychromes égal au nombre de matériaux utilisés.

## Technique
Afin de découper les différents matériaux de manière similaire, tous les placages sont superposés dans un paquet. Ensuite, vient le découpage de chaque forme à la scie à chantourner dite bocfil ou au « chevalet de marqueteur » qui possède une lame très fine ; on découpe l'ensemble à la scie à découper.
On obtient donc à la suite de la découpe un nombre de jeux d'éléments équivalent au nombre de matériaux utilisés. On peut ainsi créer différents meubles présentant des motifs similaires mais aux matériaux inversés. Il est d'usage depuis le XVIIIe siècle d'appeler les compositions où le matériau organique (bois, écaille de tortue) compose le fond première partie et les compositions où le matériau métallique (laiton ou étain) compose le fond seconde partie ou contre-partie.

## Histoire
Si André-Charles Boulle est à l'origine de ce que l'on appelle « la marqueterie Boulle », ce n'est pas réellement de lui que provient la marqueterie par découpe superposée. Néanmoins, c'est à lui que l'on peut attribuer la remise au gout du jour du XVIIe siècle de cette technique et la contribution à sa diffusion.
André-Charles Boulle est issu d'une famille d'artisans. En 1637, son père s'établit comme compagnon menuisier en ébène à Paris. Dès son plus jeune âge, André-Charles Boulle reçoit une éducation variée, apprenant le dessin, la peinture et la menuiserie. Dès lors on décèle chez cet enfant un réel talent pour les beaux-arts. En 1666, Boulle devient maître ébéniste en intégrant la manufacture des Gobelins sous la direction du peintre Charles Le Brun et excelle dans le travail du bronze et de la marqueterie de bois. Il dirige son travail de façon à rester loin des influences italiennes et flamandes pour inventer un style nouveau, des types de meubles innovants qui seront à l’origine de sa renommée grandissante au fur et à mesure des années. En 1672, il est remarqué par Colbert qui le présente alors au roi Louis XIV comme l’artisan « le plus habile dans son métier ». Ce dernier l’élève au rang de Premier ébéniste du Roi, succédant ainsi à Jean Macé. Un logement lui est proposé dans les galeries du Louvre. Ses travaux contribuèrent à la magnificence de l’intérieur du château de Versailles, tel qu’on le connait aujourd’hui.
En réalité, André-Charles Boulle ne fut pas l'inventeur de la marqueterie dite « Boulle » aussi appelée Tarsia a incastro. Elle naquit en Allemagne au milieu du XVIIe siècle, résultat de la collaboration d'un orfèvre et d'un ébéniste à Munich. Les éléments décoratifs n'étaient plus incrustés dans le bois mais découpés en feuilles qui sont ensuite collées sur la menuiserie, afin de servir de fond précieux à d'autres éléments rapportés, la technique rejoint ainsi celle de l'orfèvrerie. André-Charles Boulle reprit le procédé et le perfectionna en découpant un même motif sur deux matériaux superposés (cuivre/laiton et écaille de tortue). Obtenant ainsi deux panneaux en « partie » (en positif) avec un fond en écaille et ornements en cuivre et étain, et en « contrepartie » (en négatif) composé d'un fond en cuivre et ornements en écaille. Il appliquait également des bronzes (mascarons, griffes, frises, feuillages, etc.) sur les parties fragiles de ses meubles afin de les protéger, ces ornements permettaient ainsi de solidifier le meuble tout en participant à sa richesse esthétique.

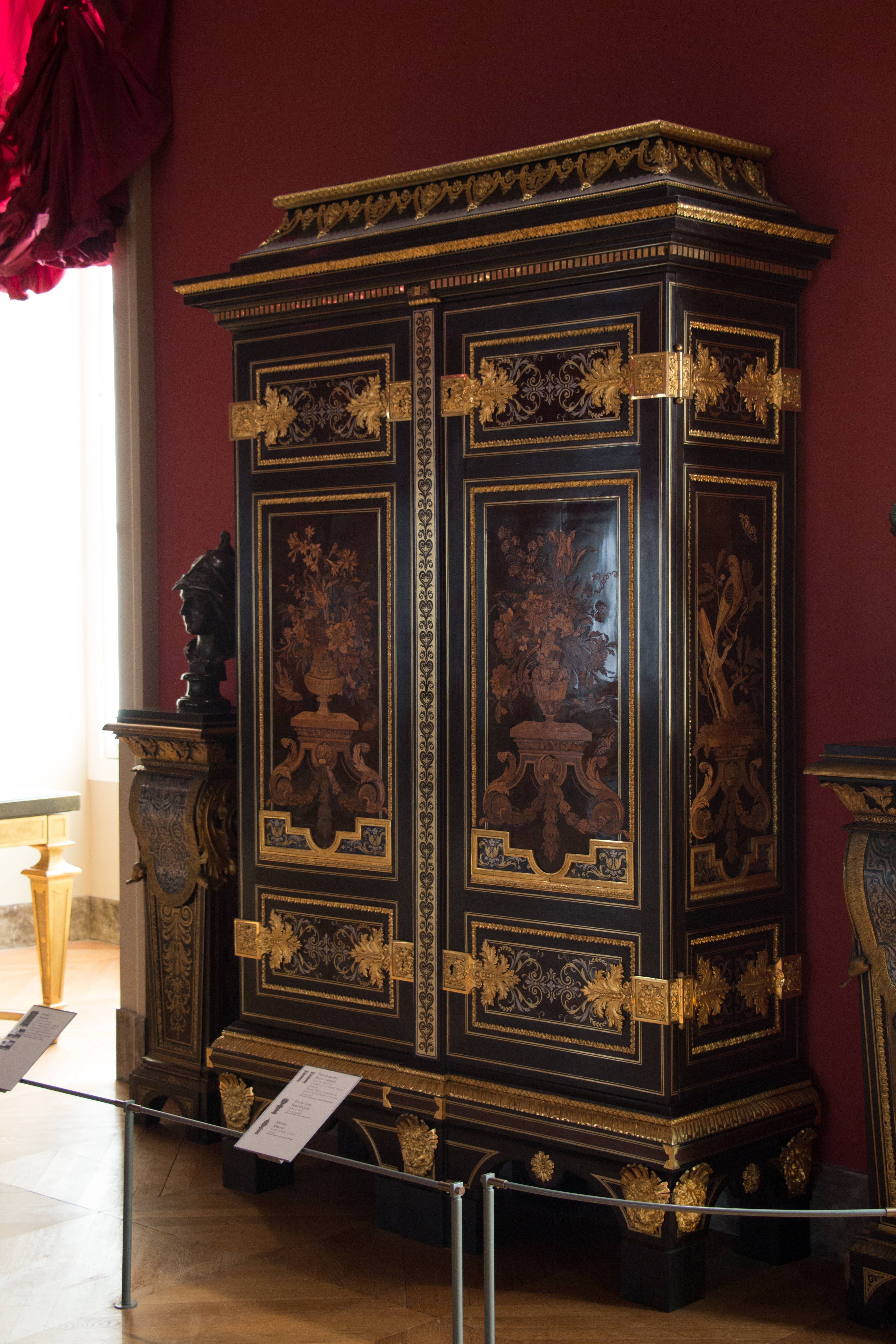
Armoire aux perroquets, réalisée entre 1680/1690 et 1700 (Louvre).
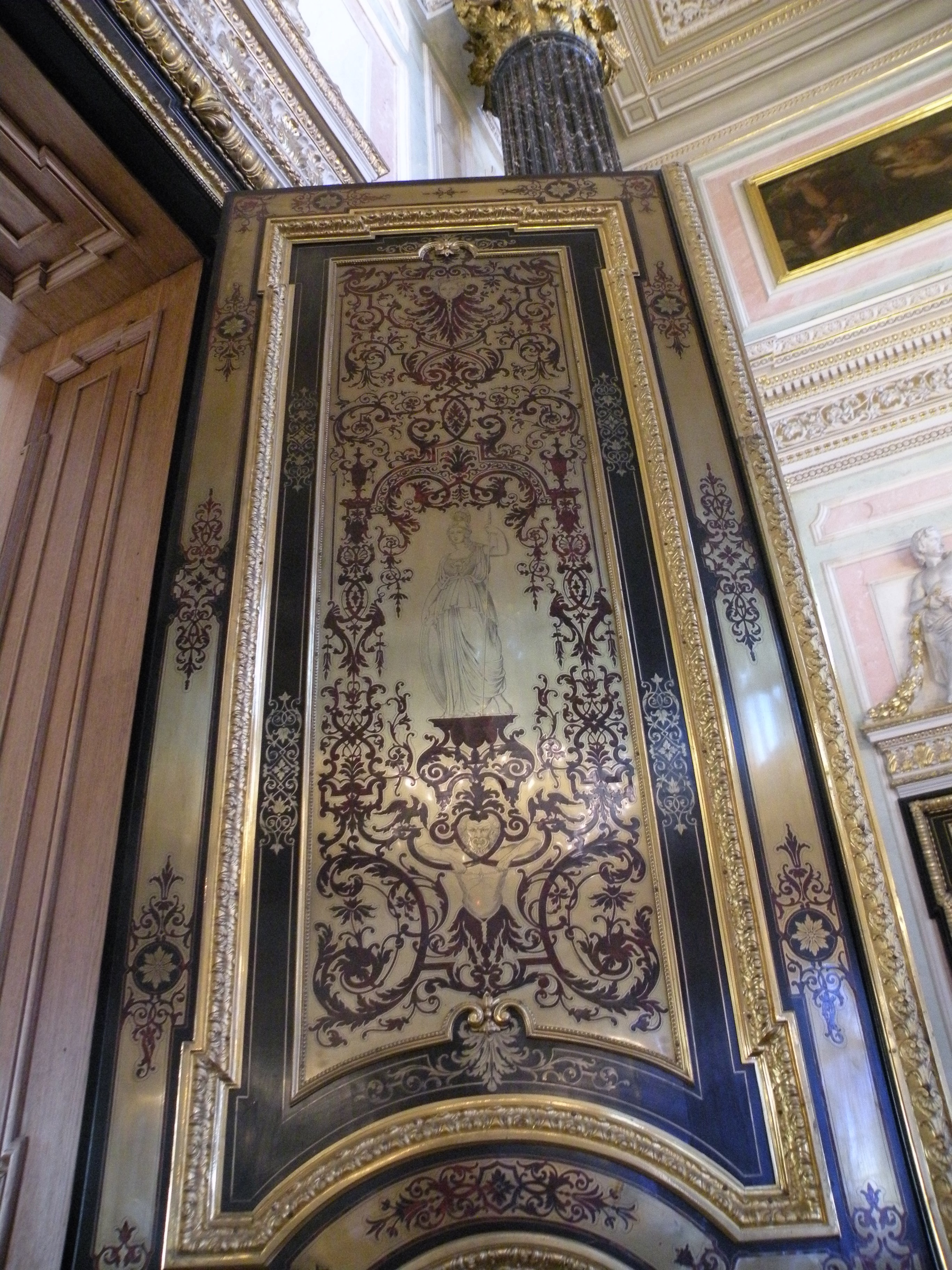
Porte au musée de l'Érmitage.
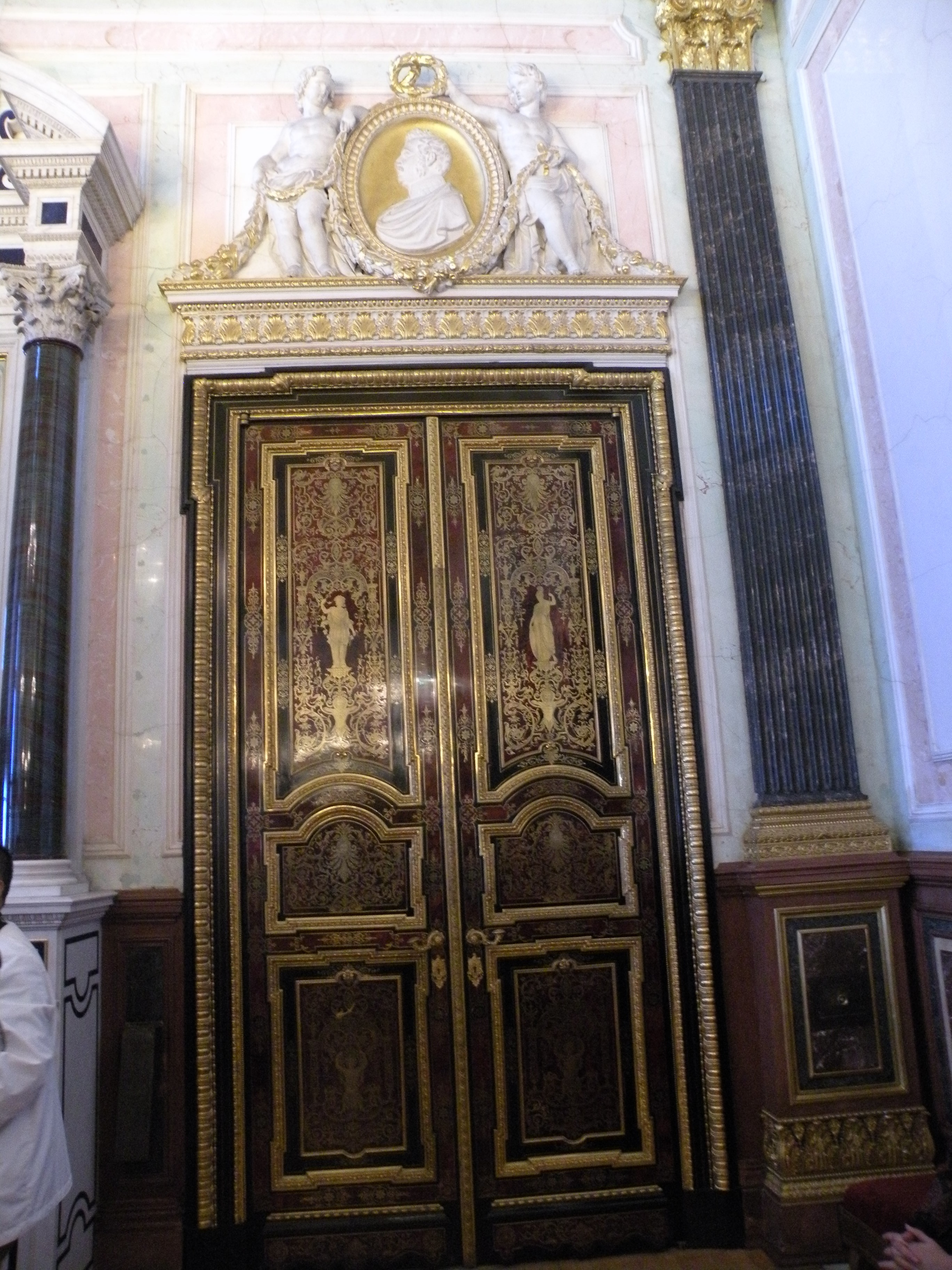
Porte au musée de l'Érmitage.